# 顔に出ない柏田さんと顔に出る太田君
『顔に出ない柏田さんと顔に出る太田君』（かおにでないかしわださんとかおにでるおおたくん）は、東ふゆによる日本の漫画作品。「ニコニコ静画」内のウェブコミック配信サイト『ドラドラドラゴンエイジ』（KADOKAWA）にて2018年6月22日に連載を開始し、2018年12月に『ドラドラしゃーぷ#』がオープンしてからはそちらに移籍、2023年6月9日まで連載された。2023年10月13日からは、番外編となる『顔に出ない柏田さんと顔に出る太田君+』（かおにでないかしわださんとかおにでるおおたくん ぷらす）が『ドラドラしゃーぷ#』にて連載されている。
2022年10月には、Seven ArcsによるアニメーションCMが制作された。
表情が変わらない女子中学生・柏田と、その無表情を崩そうと奮闘する同級生の男子・太田を中心に展開するラブコメディ。柏田は感情が乏しいわけではなく、彼女の感情はキャラクターの横に矢印で表現される。
メディアミックスとして、テレビアニメ化が決定している。

## 登場人物
声の項は特記がない限りテレビアニメ版の声優。
柏田さん
声 - 藤田茜 / 三上枝織（PV）
太田くん
声 - 夏目響平 / 岸尾だいすけ（PV）
田所君
声 - 広瀬裕也
佐田君
声 - 堀金蒼平
田淵さん
声 - 花守ゆみり
小田島さん
声 - 峯田茉優

## 書誌情報
- 東ふゆ 『顔に出ない柏田さんと顔に出る太田君』 KADOKAWA〈ドラゴンコミックスエイジ〉、全10巻
  1. 2018年12月7日発売[10]、ISBN 978-4-04-072977-0
  2. 2019年7月9日発売[11]、ISBN 978-4-04-073256-5
  3. 2019年12月9日発売[12]、ISBN 978-4-04-073423-1
  4. 2020年7月9日発売[13]、ISBN 978-4-04-073709-6
  5. 2020年12月9日発売[14]、ISBN 978-4-04-073903-8
  6. 2021年7月9日発売[15]、ISBN 978-4-04-074165-9
  7. 2021年12月9日発売[16]、ISBN 978-4-04-074340-0
  8. 2022年7月8日発売[17]、ISBN 978-4-04-074591-6
  9. 2022年12月9日発売[18]、ISBN 978-4-04-074780-4
  10. 2023年7月7日発売[19]、ISBN 978-4-04-075048-4
    - 小冊子付き特装版 同日発売[20]、ISBN 978-4-04-075073-6
- 東ふゆ 『顔に出ない柏田さんと顔に出る太田君+』 KADOKAWA〈ドラゴンコミックスエイジ〉、既刊2巻（2025年4月9日現在）
  1. 2024年5月9日発売[21]、ISBN 978-4-04-075429-1
  2. 2025年4月9日発売[22]、ISBN 978-4-04-075863-3

## テレビアニメ
2025年3月にテレビアニメ化が発表された。同年10月より放送予定。

### スタッフ
- 原作 - 東ふゆ[8]
- 監督 - 神谷智大[8]
- シリーズ構成 - 横手美智子[8]
- キャラクターデザイン・総作画監督 - 中村直人[8]
- 美術設定 - 高橋麻穂[8]
- 美術監督 - Scott MacDonald[8]
- 色彩設計 - 宮川はれみ[8]
- 撮影監督 - 村野よもぎ子[8]
- CGディレクター - 島大祐[8]
- 編集 - 白石あかね[8]
- 音響監督 - 長崎行男[8]
- 音楽 - 橋本由香利[8]、設楽哲也[8]
- アニメーション制作 - STUDIO POLON[8]